# Can Contestí
Can Contestí és una casa de Peralada (Alt Empordà) inclosa a l'Inventari del Patrimoni Arquitectònic de Catalunya.

## Descripció
Casa de planta rectangular, situada a darrere de l'església de Sant Martí. És un edifici de planta baixa i dues plantes. La façana es troba arrebossada, però es mantenen visibles els grans carreus vistos a les cantonades i emmarcant les obertures. A la planta baixa trobem dos arcs de mig punt de grans dovelles, al primer pis dos balcons allindats independents i a la segona planta dues petites finestres.